# Ophryastes
Ophryastes är ett släkte av skalbaggar. Ophryastes ingår i familjen vivlar.

## Dottertaxa tillOphryastes, i alfabetisk ordning[1]
- Ophryastes argentatus
- Ophryastes basalis
- Ophryastes bituberosus
- Ophryastes cinereus
- Ophryastes collaris
- Ophryastes decipiens
- Ophryastes gardneri
- Ophryastes globosus
- Ophryastes hendersoni
- Ophryastes hispidus
- Ophryastes latipennis
- Ophryastes latirostris
- Ophryastes ligatus
- Ophryastes ovipennis
- Ophryastes porosus
- Ophryastes sallei
- Ophryastes shufeldti
- Ophryastes sordidus
- Ophryastes speciosus
- Ophryastes strumosus
- Ophryastes sulcipennis
- Ophryastes sulcirostris
- Ophryastes symmetricus
- Ophryastes tetralobus
- Ophryastes tuberosus
- Ophryastes validus
- Ophryastes varius
- Ophryastes wickhami
- Ophryastes vittatus